# Радохова
Радохова је насељено мјесто у Босни и Херцеговини у општини Котор Варош, ентитет Република Српска. Према попису становништва из 1991. у насељу је живјело 700 становника.

## Становништво
Према попису становништва из 1991. године, мјесто је имало 700 становника.
| Демографија | Демографија | Демографија |
| Година      | Становника  | Становника  |
| ----------- | ----------- | ----------- |
| 1961.       | 687         |             |
| 1971.       | 799         |             |
| 1981.       | 687         |             |
| 1991.       | 694         |             |

| Радохова; Попис 2013: Укупно 267 становника |              |              |              |
| Година пописа                               | 1991.        | 1981.        | 1971.        |
| Бошњаци                                     | 644 (92,00%) | 625 (90,97%) | 680 (85,10%) |
| Срби                                        | 49 (7,00%)   | 36 (5,24%)   | 113 (14,14%) |
| Хрвати                                      | 0            | 0            | 4 (0,50%)    |
| Југославени                                 | 4 (0,57%)    | 26 (3,78%)   | 1 (0,12%)    |
| Oстали и непознато                          | 3 (0,42%)    | 0            | 1 (0,12%)    |
| Укупно                                      | 700          | 687          | 799          |